# Anžejs Pasečņiks
Anžejs Pasečņiks (Riga, 20 de diciembre de 1995) es un jugador de baloncesto letón que forma parte de la plantilla del Tofaş S.K. de la BSL turca. Con 2,16 metros de estatura, juega en la posición de pívot.

## Trayectoria deportiva

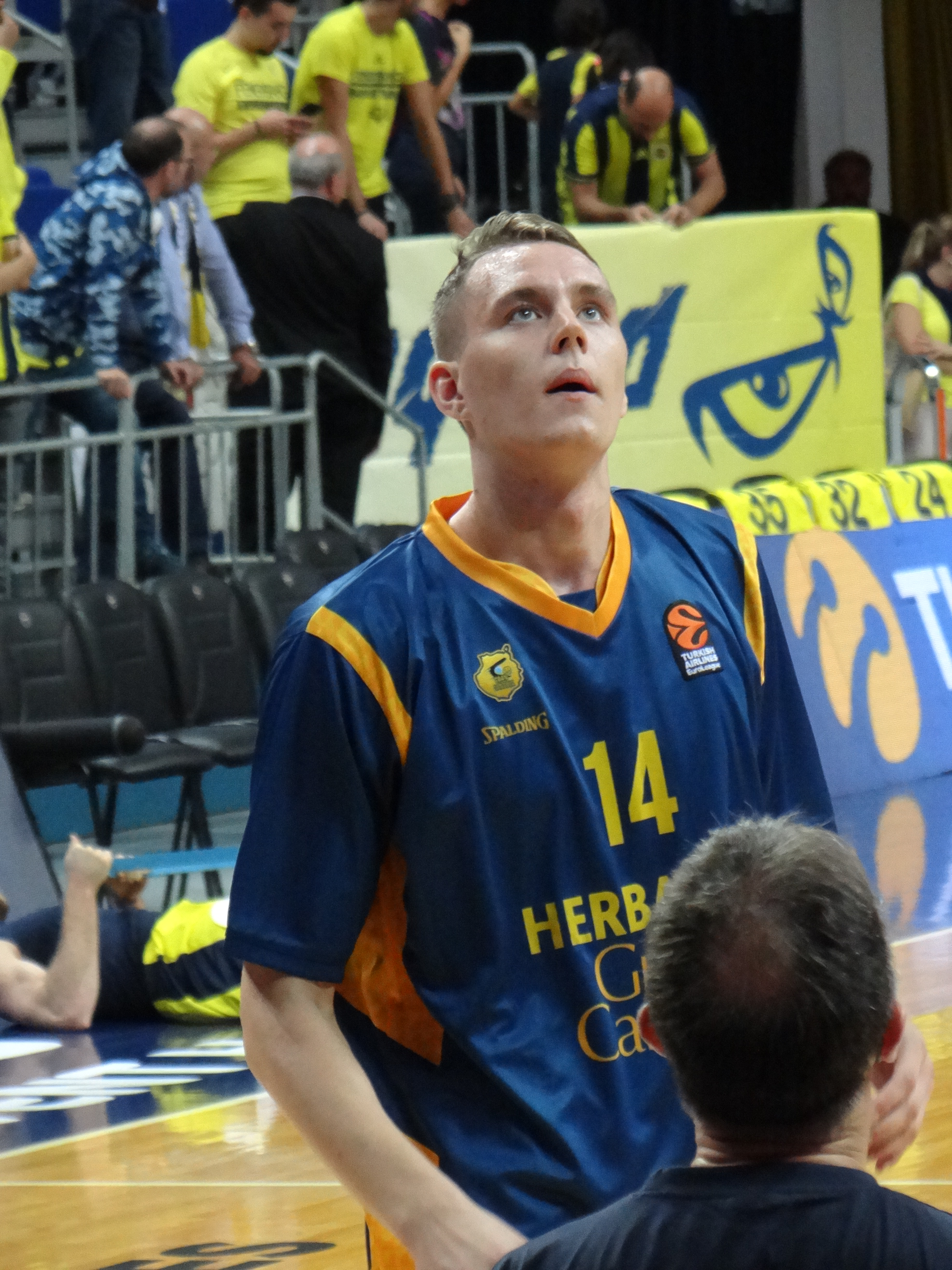
Pasečņiks con Gran Canaria en 2018.

### Europa
Formado en la cantera del VEF Riga. En 2015 se proclamó campeón de liga en su país, promediando 3,2 puntos y 2,3 rebotes en 8 minutos por encuentro. En la VTB United League sus números fueron similares (3,6 puntos y 2,3 rebotes). En Eurocup aumentó su media de minutos hasta los 11 con 2 puntos y 1,7 rebotes de media. Pasecniks disputó la última temporada en 51 partidos con el VEF Riga.
En 2015, firma con el CB Gran Canaria, donde formaría parte de la plantilla del filial del C.B. Gran Canaria de Liga EBA. Su evolución en el conjunto grancanario le sirvió para estar presente en el 'Mejor quinteto joven' y levantar el trofeo de la Supercopa (2016-17).

### NBA
Fue elegido en la vigésimo quinta posición del Draft de la NBA de 2017 por los Orlando Magic. Siendo traspasado inmediatamente a Philadelphia 76ers, donde fue cortado.
El 16 de octubre de 2019, firmaría con Washington Wizards. Debutando en la NBA y disputando 27 encuentros con el primer equipo en su primer año.
Durante su segunda temporada en Washington, donde alternó partidos con el filial de la G League, los Capital City Go-Go, Pasečņiks fue cortado el 17 de enero de 2021.

### Regreso a Europa
Tras dos temporadas en Washington, el 9 de noviembre de 2021, firma por el Real Betis Baloncesto de la Liga Endesa.
El 30 de noviembre de 2022, firmó con el Metropolitans 92 de la LNB Pro A francesa.
El 19 de febrero de 2023, firma por el Real Betis Baloncesto de la Liga Endesa.
El 14 de agosto de 2023, firma por el Zunder Palencia de la Liga Endesa de España.
En agosto de 2024 firma un acuerdo dual con Milwaukee Bucks, pero el 19 de octubre es cortado antes del inicio de la temporada.
El 5 de noviembre de 2024 fichó por el Tofaş S.K. de la BSL turca.

## Selección nacional

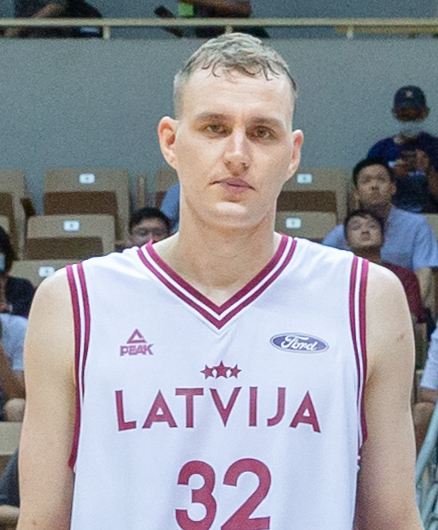
Pasečņiks con Letonia en 2023.

Pasecniks destacó sobremanera en el Campeonato de Europa Sub-18 de 2013 disputado en su país. Letonia perdió la batalla por el bronce ante España, pero Anžejs fue elegido en el quinteto ideal del torneo, junto a su compatriota Kristaps Porziņģis, gracias a sus 12,6 puntos y 7,7 rebotes por encuentro.
En el Europeo Sub-20 de Creta de 2014, promedió 10,7 puntos, 8,1 rebotes y 1,8 tapones.
Ya con la sección absoluta letona, parcicipó en los encuentros clasificatorios para el Mundial de 2016.
Estuvo hasta siete años fuera de las convocatorias de la selección.
Durante agosto y septiembre de 2023 fue integrante de la selección de Letonia que participó en el Mundial de 2023 celebrado en Asia, y que finalizó en quinto lugar.

## Estadísticas de su carrera en la NBA

### Temporada regular
| Año     | Equipo     | PJ | PT | MPP  | %TC  | %3P  | %TL  | RPP | APP | ROB | TPP | PPP |
| ------- | ---------- | -- | -- | ---- | ---- | ---- | ---- | --- | --- | --- | --- | --- |
| 2019-20 | Washington | 27 | 0  | 16.2 | .526 | .000 | .586 | 4.0 | .7  | .3  | .4  | 5.8 |
| 2020-21 | Washington | 1  | 0  | 6.0  | .000 | .000 | —    | 1.0 | 1.0 | .0  | .0  | .0  |
| Total   | Total      | 28 | 0  | 15.8 | .521 | .000 | .586 | 3.9 | .7  | .3  | .4  | 5.6 |